# Église Saint-Pierre de Dijon
L’église Saint-Pierre de Dijon est une église catholique construite de 1853 à 1858, en néogothique, par l'architecte Lassus, place Wilson à Dijon.

## Histoire
L'église Saint-Pierre tient son nom du faubourg Saint-Pierre, un quartier situé hors les murs, à la limite de la porte Saint-Pierre. Cette dernière, qui était l'entrée sud de la ville de Dijon, tient elle-même son nom d’une ancienne église voisine du XIIe siècle, détruite à la Révolution française et qui se trouvait rue Pasteur. L'église actuelle a été construite par Henri Degré sur les plans de l'architecte Jean-Baptiste Lassus de 1853 à 1858, dans le style néogothique. Son agencement intérieur a été profondément modifié dans les années 1960 : les peintures murales ont disparu, les vitraux ont été remplacés et l’autel a été positionné au centre.

## Orgue
L’orgue originel de l'église, installé en 1869, était l'œuvre du facteur d'orgue Joseph Merklin ; il avait été ensuite amélioré par le facteur dijonnais Jean-Baptiste Ghys. Délabré à la fin du XXe siècle, il a été remplacé en 1989 par un orgue italien, le seul de Bourgogne. La réalisation a été confiée au facteur d'orgue Jean-François Muno, et le buffet a été décoré par le plasticien Pierre Sibieude, à qui l'on doit le buffet d'orgue de la basilique Saint-Andoche de Saulieu.

## Vitraux
La plupart des baies vitrées originelles, œuvres du maître-verrier toulousain Louis Bordieu, ont été remplacées à l'exception de celles du transept nord. Les vitraux du chœur ont été dessinés pour le centenaire de l’église, en 1958, par le maître-verrier Colas Guerrin, les autres étant l’œuvre du maître-verrier dijonnais Weinling.

## Cloche de Sébastopol
Parmi les cloches de l'église Saint-Pierre, une a été prise dans la ville russe de Sébastopol. Offerte par Napoléon III, sur l'intervention du maréchal Jean-Baptiste Philibert Vaillant, elle a été baptisée par l'évêque de Dijon Mgr Rivet le jour de la bénédiction de l'église, le 31 octobre 1858.

## Architecture
L’église, construite sur les plans de l'architecte Jean-Baptiste Lassus, en néogothique, dresse sur la place Wilson une façade sobre et austère, surmontée d’un clocher pointu. Les parois et les voûtes étaient à l’origine recouvertes d’un décor peint, et le chœur habillé de boiseries entourait le maître autel, aujourd’hui disparu. En 1956, sous l’impulsion du curé, le père Louis Latour, les peintures murales disparaissent ; l'autel est installé à la croisée du transept. 

## Galerie

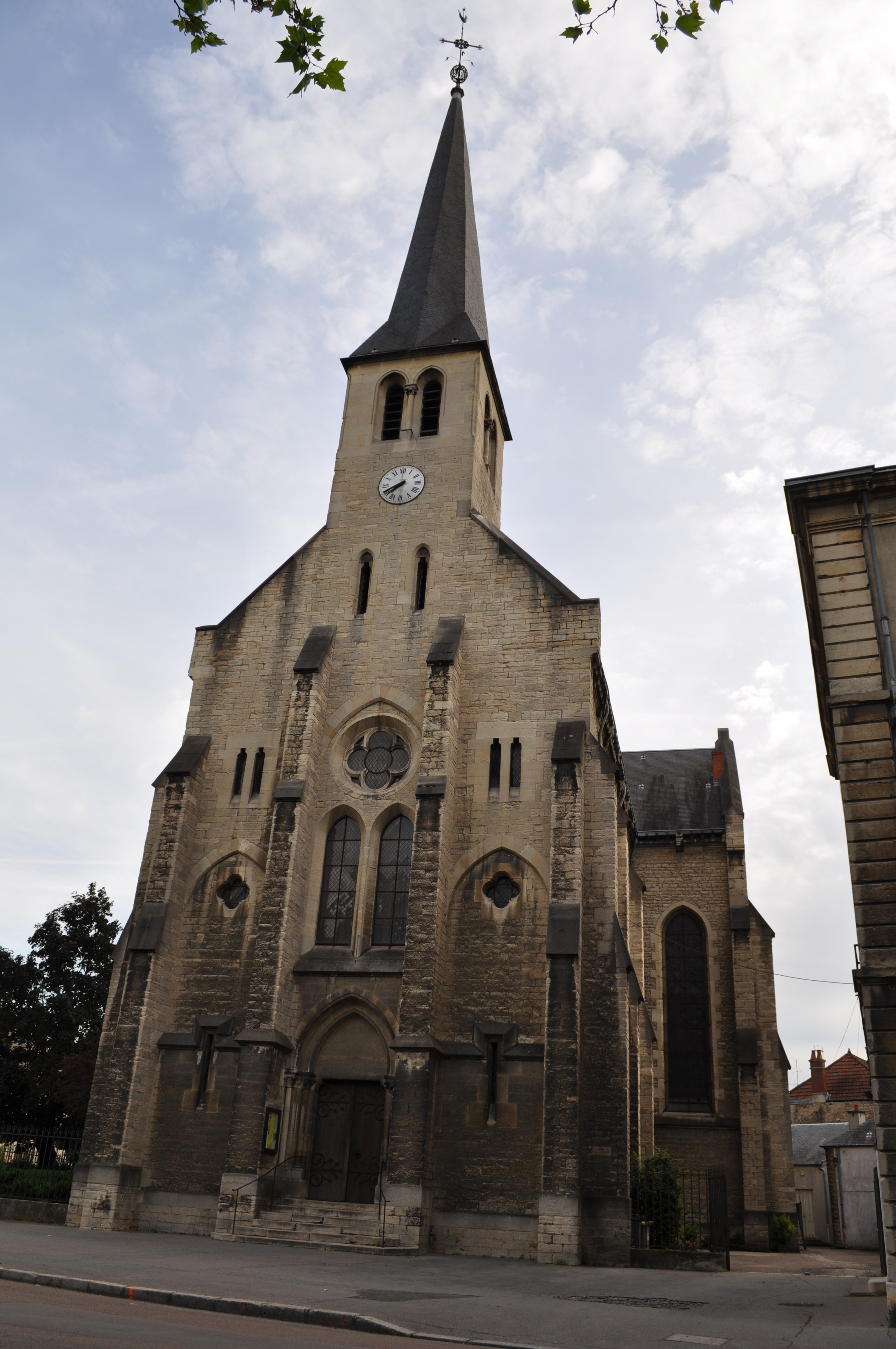
Façade principale
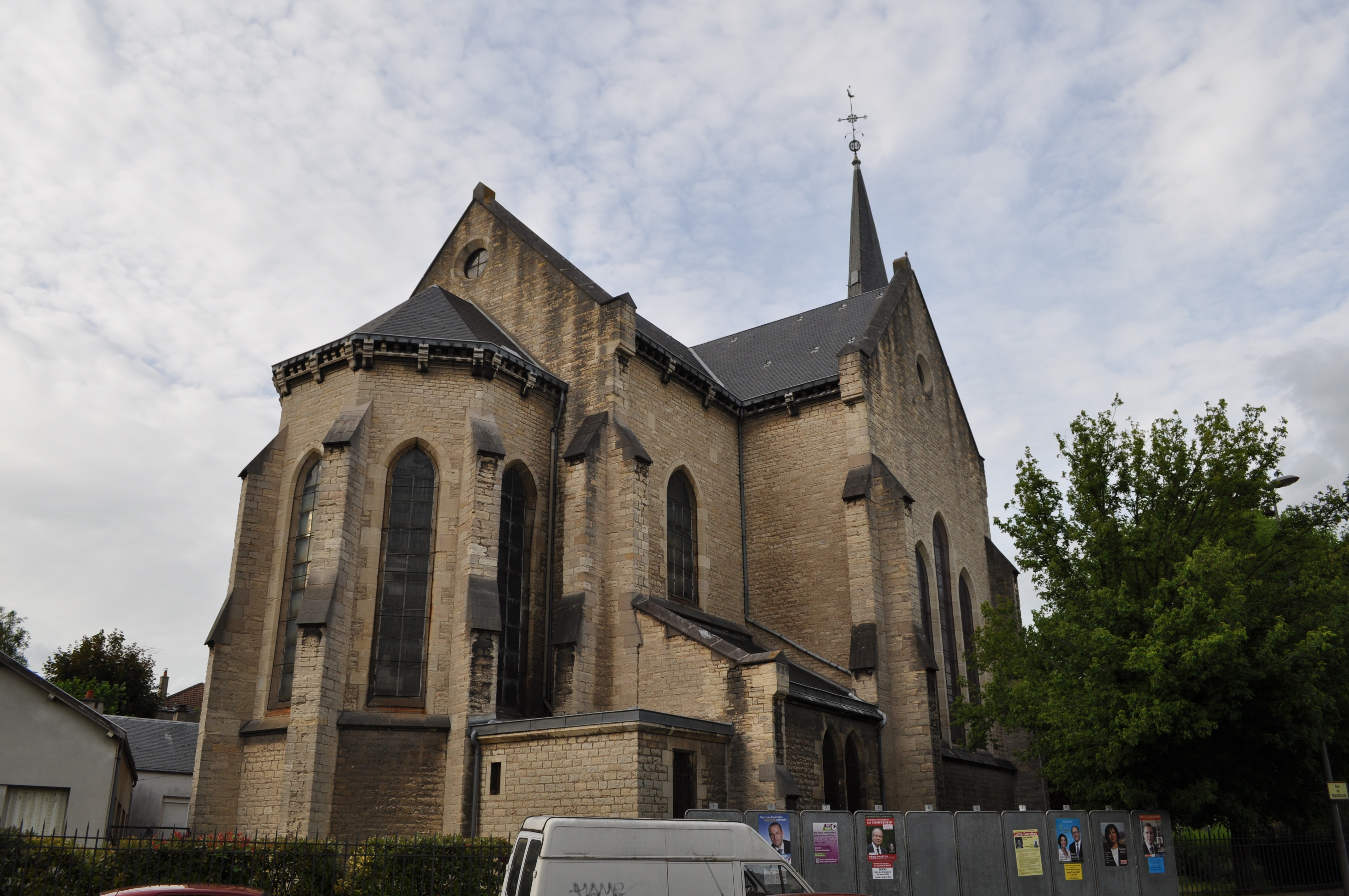
Le chevet
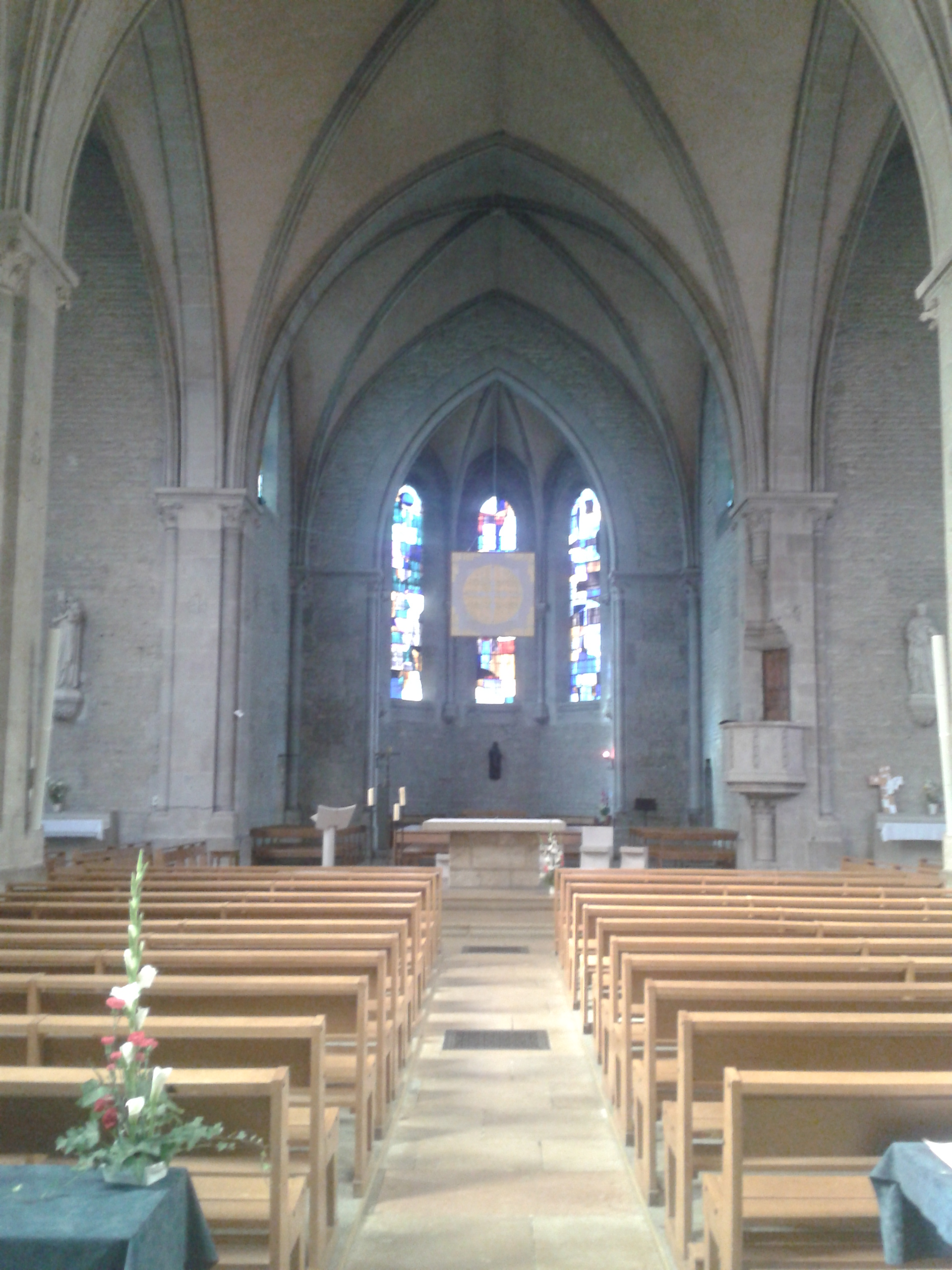
Chœur néogothique
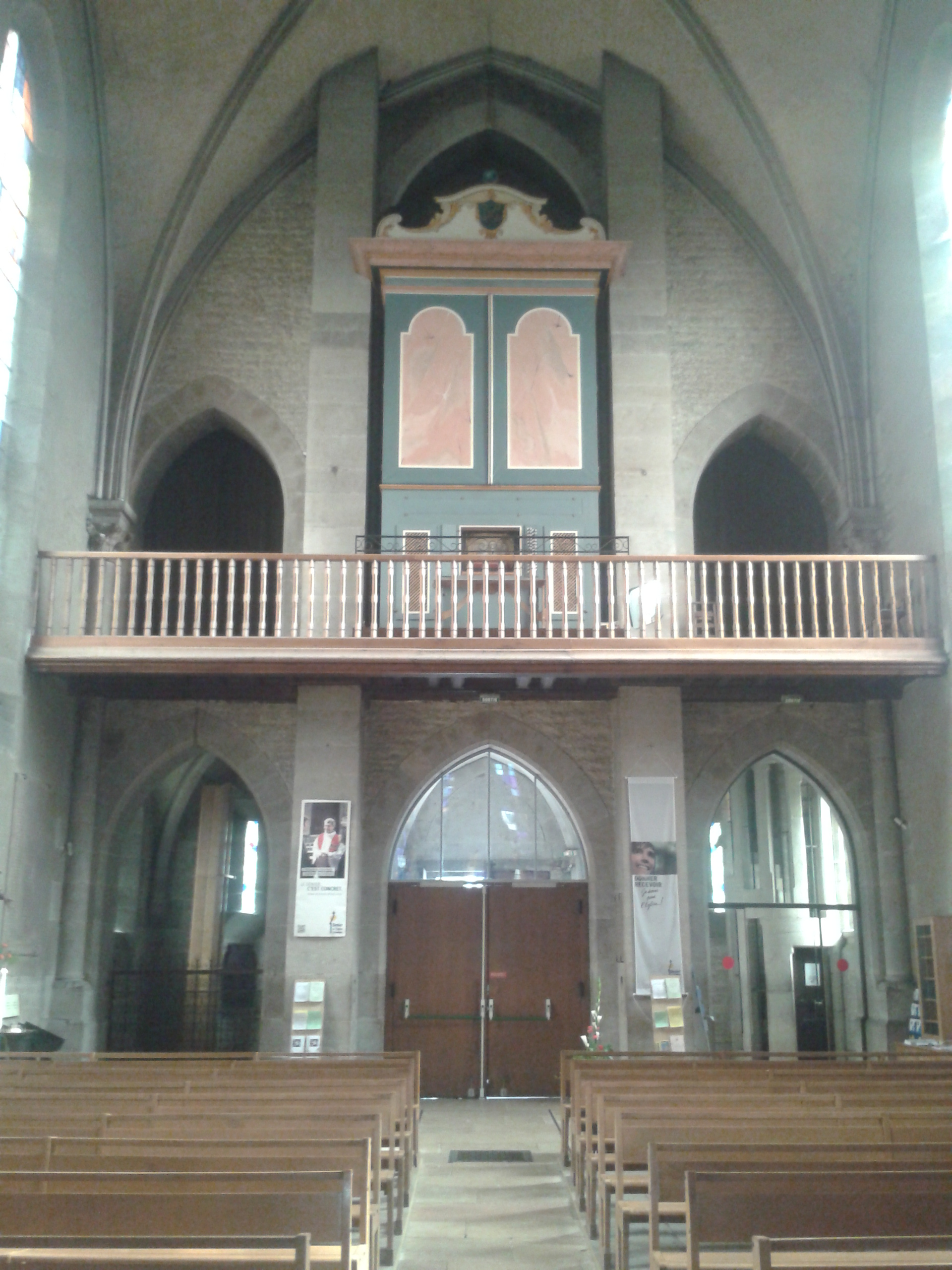
L'orgue
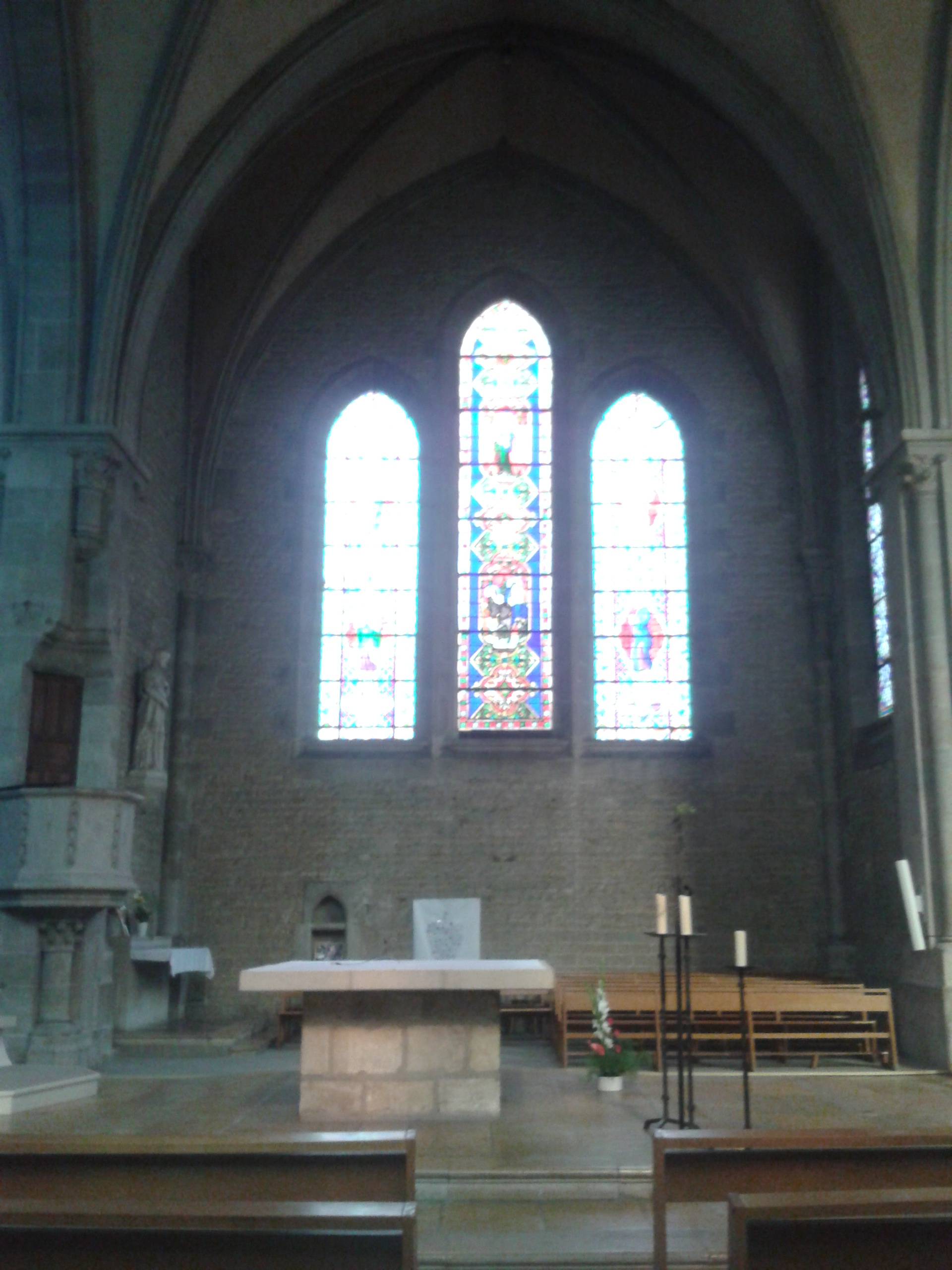
Croisillon droit du transept
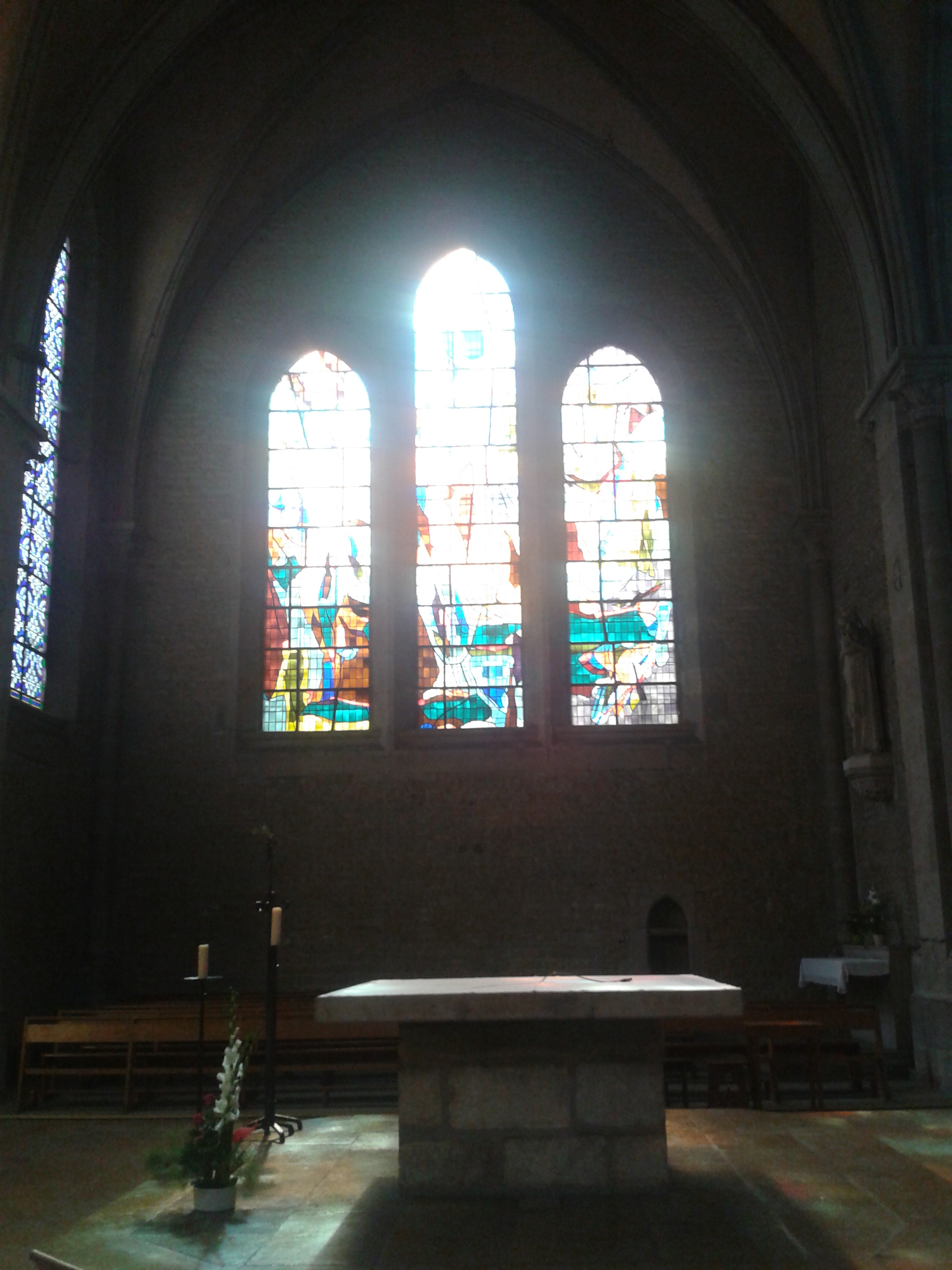
Croisillon gauche du transept
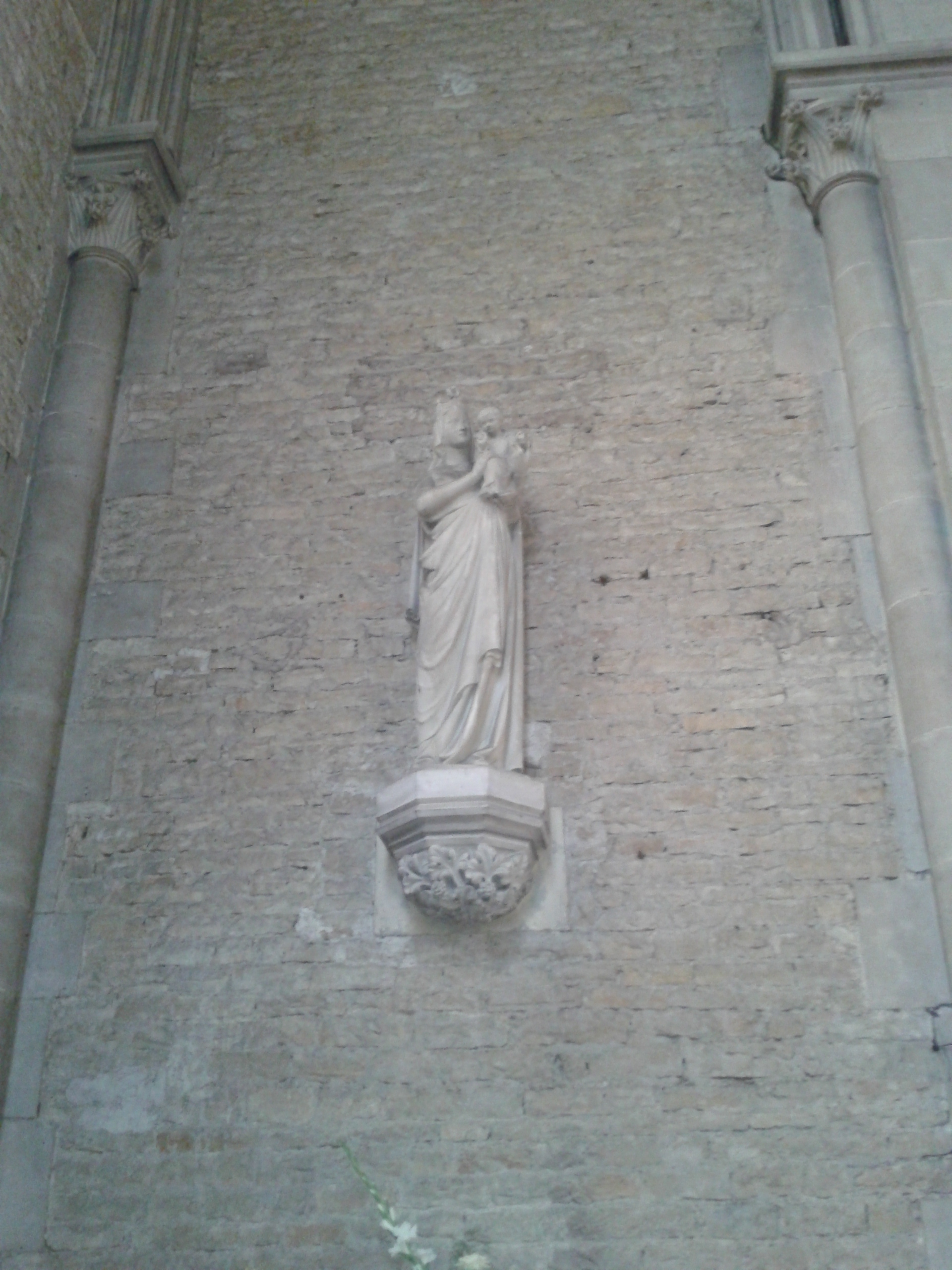
Statue du croisillon droit du transept
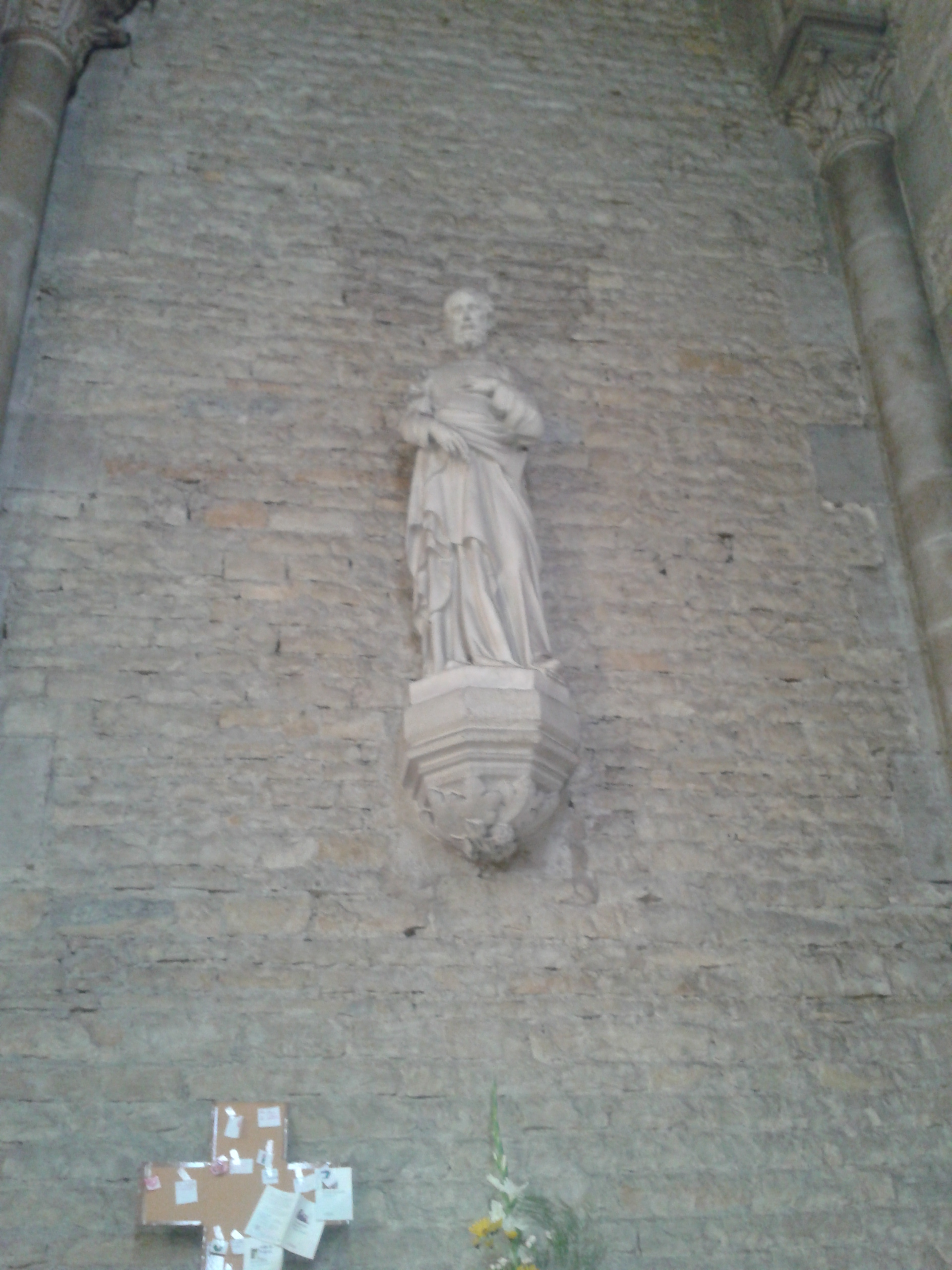
Statue du croisillon gauche du transept
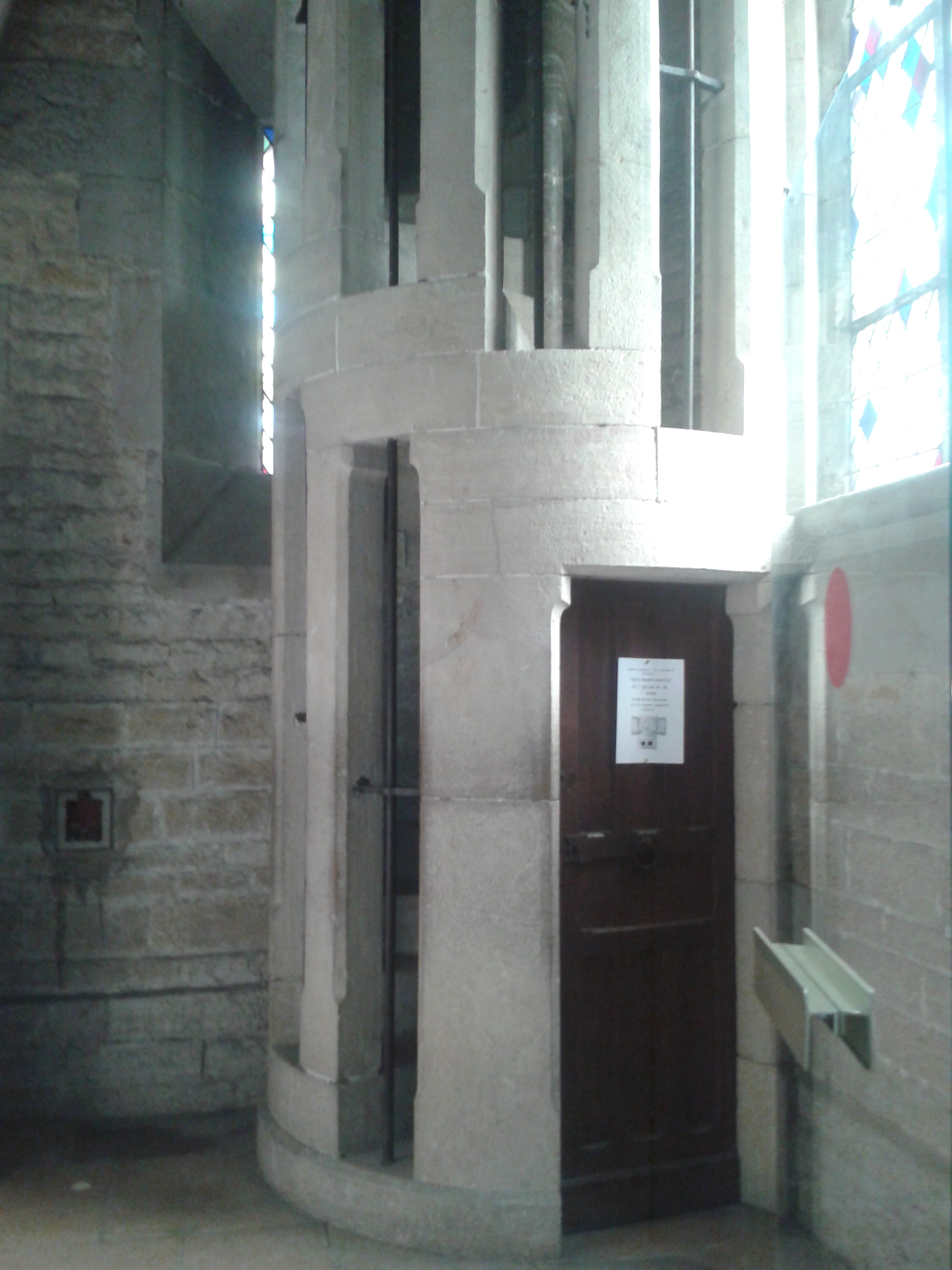
Escalier menant à la tribune
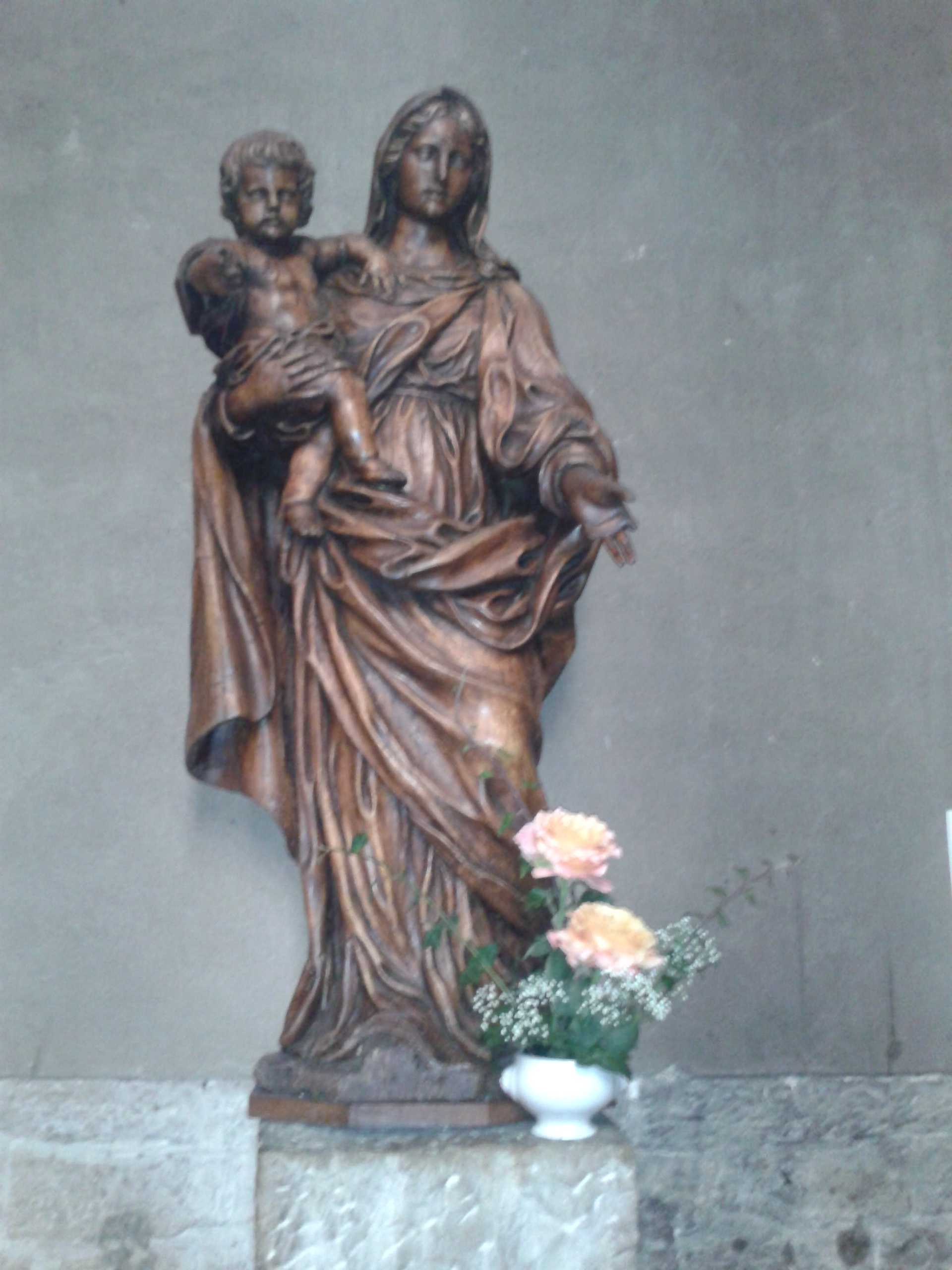
Statue de la Vierge à l'Enfant